# Římskokatolická farnost Červený Kostelec
Římskokatolická farnost Červený Kostelec je územním společenstvím římských katolíků v rámci náchodského vikariátu královéhradecké diecéze.

## O farnosti

### Historie
Červený Kostelec je poprvé připomínán v Konfirmační knize pražské arcidiecéze v roce 1362 a název Kostelec svědčí o tom, že zde již tehdy existoval kostel a duchovní správa. V 16. století začali farnost spravovat nekatoličtí duchovní. Poslední protestantský pastor byl přinucen k odchodu v roce 1624. V důsledku nedostatku katolického duchovenstva byl Kostelec přifařen k děkanství v Náchodě. Kostel v Kostelci byl tehdy ve velmi špatném stavu (šlo o důsledky požáru, které přetrvávaly již od roku 1591) a věřící se k bohoslužbám scházeli v prostorách staré fary (původní tvrze). Rekatolizace náchodského panství byla dokončena v roce 1651, kdy majitel panství, Ottavio Piccolomini, byl za rekatolizační úsilí oceněn děkovným listem císaře Ferdinanda III. V roce 1660 se duchovním správcem v Náchodě a tedy i v Kostelci stal Jan Bohumír Kapoun ze Svojkova, který začal usilovat nejen o opravu místního kostela, ale také o obnovení samostatné kostelecké farnosti. V 80. letech 17. století byla také v sousedství opravovaného kostela zbudována mohutná věž, primárně sloužící k případné obraně městečka. Její stavba souvisela s tureckým nebezpečím, které tehdy bylo opět v Evropě velmi aktuální. Po porážce Turků u Vídně byla věž adaptována na kostelní zvonici. Úsilí o obnovu samostatné farnosti bylo úspěšně dovršeno v roce 1709, kdy se kosteleckým prvofarářem stal Jiří Josef Paschal. V roce 1717 byla postavena nová fara v sousedství kostela. Roku 1729 byl vprostřed náměstí naproti kostelu vztyčen Mariánský sloup, zhotovený anonymním sochařem z okruhu dílny bratří Pacáků. Farní kostel, opravovaný zatím toliko provizorně, byl v letech 1744–1754 nahrazen barokní novostavbou. Dne 25. července 1746 vysvětil presbytář kostela tehdejší farář Jan Václav Radkovský. Výstavba pak pokračovala ještě osm let. Definitivně byl kostel dokončen až v roce 1808. Ve druhé půli 19. století byl zřízen nový farní hřbitov s pseudorománskou kaplí svatých Cyrila a Metoděje. Kaple byla slavnostně vysvěcena 5. července 1865 kanovníkem královéhradecké katedrální kapituly, Leodegarem Vackem, červenokosteleckým rodákem a bratrem akademického malíře Gustava Vacka.
V roce 1920 byla státem uznána nová Československá církev, která ustavila svou náboženskou obec také v Červeném Kostelci. Farář nové církve, Hynek Široký (bývalý katolický kaplan v Nechanicích) se pokusil vyjednat s farářem Karlem Bauchem vydání hřbitovní kaple pro československé bohoslužby. Farář Karel Bauch jakékoliv jednání odmítl, načež věřící československé církve zabrali kapli násilím. Násilný zabor katolického kostela příslušníky nové církve nebyl tehdy zdaleka ojedinělým excesem, svévolné zábory se tehdy dály i jinde. Celá záležitost se neobešla bez dalších střetů (dne 21. května 1921 došlo mezi katolíky a "čechoslováky" před kaplí k hromadné bitce). Záležitost byla pak řešena úřední cestou a Zemská správa politická nařídila vrácení kaple katolíkům. Věřící Československé církve byli pak nuceni postavit vlastní objekt, kombinující v sobě faru a prostor k bohoslužbě rozšířením a adaptací původního objektu, který zakoupili ze státní dotace. Vztahy československého sboru a římskokatolické farnosti zůstaly pak napjaté ještě nějaký čas. Červenokostelecké katolické duchovenstvo bylo v této době také nevybíravě napadáno v regionálním tisku. Obzvláště byl posmíván velmi aktivní kaplan a katecheta, Mons. Jan Řezníček, který byl v tisku titulován jako "klerikální kohout" a všelijak opakovaně ostouzen. Církev československou na červenokostelecku tisk naopak oslavoval, ač ta v té době trpěla řadou problémů mezi svými členy a z důvodů osobních antipatií se v ní v těchto letech poměrně často střídali faráři. Oslabení katolíků v souvislosti se vznikem Československé církve se ukázalo být pouze krátkodobou záležitostí.
Vysmívaná katolická farnost červenokostelecká však nadále žila bohatým životem. V roce 1925 byl v Červeném Kostelci otevřen katolický Lidový dům, který požehnal strahovský opat Metod Zavoral za účasti asi 1500 lidí. Dne 10. června 1928 se Červený Kostelec stal dějištěm hojně navštíveného vikariátního Eucharistického sjezdu, při kterém Mše svatá byla slavena na farní zahradě, neboť všichni účastníci by se nevešli do kostela. V roce 1929 pořídila farnost k tehdejšímu jubilejnímu roku svatého Václava sochu tohoto světce od Břetislava Kafky, rodáka z přifařeného Horního Kostelce. V roce 1933 přibyla jako protějšek socha svaté Ludmily. Farnost v této době také organizovala pravidelné poutě na blízká poutní místa - do Malých Svatoňovic a do polských Vambeřic.
V roce 1937 se velká skupina červenokosteleckých farníků zúčastnila Eucharistického sjezdu v Hradci Králové. V letech 1938–1939 byla kostelní zvonice zastřešena preudobarokní bání, která nahradila dosavadní provizorní jehlancovou střechu. Dne 9. června 1939 v Červeném Kostelci královéhradecký biskup, ThDr. Mořic Pícha biřmoval celkem 1038 farníků. V roce 1942 byly ze zvonice nuceně zrekvírovány všechny tři tam se nacházející zvony. Dne 13. května 1945 se ve farním kostele konaly slavnostní bohoslužby na poděkování za ukončení válečných útrap. Po roce 1948 bylo postupně perzekvováno komunistickým režimem hned několik místních kněží. V roce 1950 byl donucen k odchodu z farnosti dosavadní farář Josef Blahník, na jeho místo přišel nekonfliktní Alois Voral, který byl ale v roce 1959 zatčen a odsouzen na šest let vězení (důvodem bylo "nedovolené obohacování kostelů", například zakoupením "zbytečných svítidel" a následným "poškozením národního hospodářství vyšším odběrem elektrické energie"). Další místní kněz, Vítězslav Walter byl zatčen v roce 1961 a farnost pak byla nějakou dobu bez kněze. Systematická šikana místních kněží polevila až ve druhé půli 60. let.

#### Kněží pocházející z farnosti
Červenokostelecká farnost je pozoruhodná počtem kněží, kteří z ní vzešli. V roce 1970 byl na kněze vysvěcen místní rodák Jan Pazdera, který byl v roce 1950 na státní zásah vyhozen ze studií a mohl je dokončit až po roce 1968. V roce vysvěcení mu bylo již 40 let. Roku 1973 byl na kněze vysvěcen Alois Špulák, rodák z přifařeného Horního Kostelce (který dříve působil v pražské arcidiecézi a v letech 1999-2020 byl duchovním správcem červenokosteleckého Hospice sv. Anežky České). V roce 1988 slavil ve farním kostele primiční Mši svatou novokněz Jaroslav Brož, v pozdějších letech se kněžími stali také tři jeho rodní bratři Vojtěch, Václav a Prokop. V roce 1993 byl na kněze vysvěcen další místní rodák Tomáš Holub, od roku 2016 biskup plzeňský, který v červenokosteleckém chrámu sv. Jakuba slavil také svou tzv. biskupskou primici dne 4. září 2016. Z farnosti vzešel též jezuitský kněz Jan Regner, vysvěcený v roce 2006. Do roku 2006 z červenokostelecké farnosti za celou dobu jejího obnoveného trvání vzešlo celkem 37 kněží. Dne 13. května 2017 byl pak na kněze vysvěcen další místní rodák, R.D. Mgr. Jan Pitřinec.

### Přehled duchovních správců od obnovení farnosti v roce 1709

##### Faráři a administrátoři
- 1709–1729 R.D. Jiří Josef Paschal (farář)
- 1729–1752 R.D. Jan Václav Radkovský (farář)
- 1752–1774 R.D. Jiří Adalbert Staněk (farář)
- 1774–1789 R.D. Václav Nývlt (farář)
- 1789–1798 R.D. Josef Khol (farář)
- 1798–1814 R.D. Antonín Vondráček (farář)
- 1814–1831 R.D. Josef Unger (farář)
- 1831–1876 R.D. František Xaver Kerner (farář)
- 1869–1876 R.D. Vincenc Dvořáček (administrátor v době nemoci P. Kernera)
- 1876–1903 R.D. Vincenc Dvořáček (farář)
- 1904–1934 R.D. Karel Bauch (farář, osobní děkan)
- 1935–1948 R.D. Jaroslav Žďárek (farář)
- 1934–1935 R.D. František Vosáhlo (administrátor)
- 1935–1948 R.D. Jaroslav Žďárek (farář)
- 1948–1950 R.D. Josef Blahník (administrátor)
- 1950–1959 R.D. Alois Voral (administrátor)
- 1960–1961 R.D. Vítězslav Waltr (administrátor)
- 1961–1964 R.D. František Bureš (administrátor)
- 1965–1966 R.D. Jaroslav Cvrček (administrátor)
- 1966–1990 J.M. can. Josef Měšťan (administrátor)
- 1990–1993 R.D. Pavel Rousek (administrátor + ex currendo Rtyně v Podkrkonoší)
- 1993–2000 R.D. Marian Lewicki (administrátor)
- 2000–2019 R.D. ICLic. Petr Kubant (farář)
- od 1. 8. 2019 R.D. ThLic. Miloslav Brhel (administrátor, od 1. 1. 2021 farář)

##### Kaplani a farní vikáři
- 1788–1798 R.D. Antonín Vondráček (kaplan)
- 1809–1815 R.D. František Vaníček (kaplan)
- 1827–1831 R.D. František Hromádka (kaplan)
- 1831–1852 R.D. Jiří Ehl (kaplan)
- 1853–1869 R.D. Vincenc Dvořáček (kaplan)
- 1875–1887 R.D. Jan Otčenášek (kaplan)
- 1882–1889 Mons. Antonín Svatoš (kaplan)
- 1887–1890 R.D. František Pospíšil (kaplan)
- 1887–1893 R.D. Josef Pátek (kaplan a katecheta)
- 1890–1894 R.D. Jaroslav Šourek (kaplan a katecheta)
- 1908–1947 Mons. Jan Řezníček (kaplan a katecheta)
- 1922–1929 R.D. František Šíp (kaplan)
- 1935–1936 R.D. Josef Turek (kaplan)
- 1936–1939 R.D. Karel Rajchl (kaplan)
- 1939–1941 R.D. Antonín Šídlo (kaplan)
- 1941–1942 R.D. Jaroslav Tyrner (kaplan)
- 1942–1944 R.D. Josef Novák (kaplan)
- 1944–1948 R.D. Josef Blahník (kaplan)
- 1972–1973 R.D. Josef Růt (kaplan)
- 1973–1976 R.D. Antonín Franc (kaplan)
- 1977–1980 R.D. Ludvík Pfeifer (kaplan)
- 1980–1981 R.D. Jiří Prokůpek (kaplan)
- 1981–1983 R.D. Václav Hegr (kaplan)
- 1991–1993 R.D. Marian Lewicki (farní vikář + ex currendo administrátor na Boušíně)
- 1994 (část roku) R.D. Boguslaw Partyka (farní vikář)
- 1995–1996 R.D. Adam Depa (farní vikář)
- 1996 (část roku) R.D. ThLic. Czesław Dworak (farní vikář)
- 1996–1997 R.D. Jiří Šlégr (farní vikář)
- 1997–1998 R.D. PhDr. Mgr. Jiří Pilz (farní vikář)
- 2001–2004 R.D. Jan Kunert (farní vikář)
- 2004–2005 R.D. Jan Novotný (farní vikář)
- 2007–2008 R.D. Artur Kamil Różański (farní vikář)
- 2013–2014 R.D. Mgr. Jiří Jakoubek (farní vikář)
- 2014–2017 R.D. Ondřej Kunc (farní vikář)
- 2017–2020 R.D. Mgr. Jan Lukeš (jáhen, od září 2018 farní vikář)

##### Duchovní správa v Hospicu Anežky České
- 1999–2020 R.D. Mgr. Alois Špulák (duchovní správce Hospice a výpomocný duchovní ve farnosti)
- 2012–2018 R.D. Alois Baschant (výpomocný duchovní s určením pro Hospic Anežky České)
- od 1. 8. 2020 R.D. Mgr. Zdeněk Šilhánek (duchovní správce Hospice a výpomocný duchovní ve farnosti)

### Současnost
Farnost má sídelního duchovního správce, který je zároveň ex currendo administrátorem farnosti na Boušíně.
| Kostel                             | Místo                       | Bohoslužba                                                   | Bohoslužba                                                            | Poznámka            |
| ---------------------------------- | --------------------------- | ------------------------------------------------------------ | --------------------------------------------------------------------- | ------------------- |
| Kostel svatého Jakuba Staršího     | Červený Kostelec            | neděle pondělí úterý středa čtvrtek pátek sobota             | 7.00 a 9.00 18.00 7.00 18.00 16.30 (pouze ve školním roce) 18.00 7.00 | farní kostel        |
| Kaple sv. Anežky České             | Červený Kostelec            | středa sobota                                                | 16.30 16.30 (s nedělní platností)                                     | oratorium v hospici |
| Kaple sv. Cyrila a Metoděje        | Červený Kostelec            | neslouží se pravidelně                                       | neslouží se pravidelně                                                | hřbitovní kaple     |
| Kaple sv. Cyrila a Metoděje        | Horní Radechová             | sobota                                                       | 18.00 (s nedělní platností)                                           | obecní kaple        |
| Kaple svatého Josefa               | Lhota za Červeným Kostelcem | 1. května poutní Mše svatá v měsíci květnu májové pobožnosti | 1. května poutní Mše svatá v měsíci květnu májové pobožnosti          | obecní kaple        |
| Kaple svatého Antonína Paduánského | Olešnice                    | neslouží se pravidelně                                       | neslouží se pravidelně                                                | obecní kaple        |
| Kaple Nejsvětější Trojice          | Stolín                      | neslouží se pravidelně                                       | neslouží se pravidelně                                                | obecní kaple        |